# Pelargonium xerophyton
Pelargonium xerophyton är en näveväxtart som beskrevs av Rudolf Schlechter och Paul Erich Otto Wilhelm Knuth. Pelargonium xerophyton ingår i släktet pelargoner, och familjen näveväxter. Inga underarter finns listade i Catalogue of Life.